# ايكوت الغرابة (سيدي منصور)
ايكوت الغرابة هي إحدى مشيخات المملكة المغربية، تتبع جغرافيا لإقليم الرحامنة وإداريًا لسيدي منصور. يقدر عدد سكانها بـ 4080 نسمة حسب الإحصاء الرسمي للسكان والسكنى لسنة 2004.